# Exumer
Exumer – niemiecki zespół thrashmetalowy. 
Grupa powstała w 1985 w Wiesbaden, działalność zakończyła w 1990. W listopadzie 1986 zespół wydał płytę Possessed by Fire i stał się rozpoznawalny wśród fanów thrash metalu w Europie. Album wydany nakładem wytwórni Disaster Records wyprodukował Harris Johns, nagrań dokonano w Music Lab Berlin. W lipcu 1987 w tym samym wydawnictwie ukazała się druga płyta Rising from the Sea, nagrana w Zuckerfabrik Studio w Stuttgarcie. Jej producentem był Tommy Ziegler. 
W 2001 zespół zagrał jednorazowy koncert podczas festiwalu Wacken Open Air, jednak do reaktywacji doszło dopiero w 2008. Cztery lata później, wiosną 2012, Exumer wydał kolejny album Fire & Damnation. W 2016 ukazała się czwarta płyta The Raging Tides, a w kwietniu 2019 piąta, Hostile Defiance.
Na muzykę Exumera wpływ miały takie zespoły jak Slayer, Venom i Kreator.

## Skład
- Mem V. Stein – wokal
- Ray Mensh – gitara
- H.K. – gitara
- T. Shiavo – gitara basowa
- Matthias Kassner – perkusja

## Dyskografia

### Albumy studyjne
- Possessed by Fire (1986)
- Rising from the Sea (1987)
- Fire & Damnation (2012)
- The Raging Tides (2016)
- Hostile Defiance (2019)

### Dema i kompilacje
- A Mortal in Black (1985)
- Whips & Chains (1989)
- Waking The Fire (2009)